# Danteum
Il Danteum è un edificio non costruito, progettato dagli architetti Giuseppe Terragni e Pietro Lingeri, che doveva sorgere a Roma nella Via dell'Impero. I residui del progetto ci rendono il sogno non realizzato di Terragni per un monumento a Dante, in cui veniva proiettata la Divina Commedia in uno schema architettonico.

## Storia
Nel 1938 Rino Valdameri, allora direttore della Reale Accademia di Brera a Milano e presidente della Società Dantesca Italiana, proponeva al Governo Mussolini di costruire, in tempo utile per l'Esposizione Universale di Roma E.42 a Roma un Danteum per celebrare il sommo poeta. Il progetto fu commissionato a Terragni e Lingeri dal Valdameri e fu sostenuto dall'industriale tessile milanese il conte Alessandro Poss che aveva offerto la somma di due milioni di lire come personale contributo per la realizzazione dell'opera.
Valdameri propose anche uno statuto, dove era specificato che il Danteum, oltre ad essere un edificio simbolico, avrebbe dovuto ospitare una biblioteca, un ente con compiti di celebrazione del poeta e di promozione in Italia e all'estero di corsi di studio su Dante, insomma «suggerire ed aiutare tutte quelle iniziative che fomentino ed attestino il carattere imperiale dell'Italia Fascista».
Per l'ente nascente era previsto un direttorio di venti membri, sotto l'alta vigilanza del Capo del governo, composto da ministri, sostenitori e intellettuali. Fra questi il Valadameri aveva proposto, come componenti del consiglio, i presidenti della Società Dante Alighieri e della Società Dantesca Italiana ed aveva indicato anche alcuni nomi, fra i quali Alessandro Poss, Giovanni Gentile, Ugo Ojetti.
Il 10 novembre del 1938, a Palazzo Venezia, Valdameri e i progettisti presentarono il progetto ottenendo il consenso del Duce. Tuttavia le successive udienze per ridiscutere nei dettagli il progetto saranno continuamente rinviate, a causa degli sviluppi della situazione politica che avrebbero portato all'entrata in guerra dell'Italia. Il sogno della realizzazione dell'edificio dedicato a Dante Alighieri e alla Divina Commedia è rimasto sulla carta.

## Il progetto
(Giuseppe Terragni, Relazione del progetto del Danteum.)
Appena ricevuto l'incarico, gli architetti prepararono una serie di disegni acquarellati alla scala 1:100, che furono montati su pannelli rigidi, mentre Mario Sironi realizzò i bozzetti a carboncino dei bassorilievi per i prospetti.
Un album con i disegni fu consegnato a Valdameri che li trasmise a Massimo Bontempelli che li consegnò a Marino Lazzari allora direttore generale delle Belle Arti. Terragni aveva scritto la relazione e l'aveva inviata allo scrittore che la tenne per sé. Di questi elaborati progettuali rimangono alcune copie delle tavole dei pannelli con i bassorilievi che erano stati fotografati e inseriti nei disegni.
Della relazione sul Danteum rimane un abbozzo lacunoso, una copia dattiloscritta danneggiata a cui dovevano essere accompagnate alcune illustrazioni (che non sono disponibili). Da questi residui progettuali si possono tuttavia ricostruire le idee architettoniche ed i processi progettuali di Terragni.

### Funzioni e ubicazione dell'edificio
(Aarati Kanekar, Diagram and metaphor in design: The Divine Comedy as a spacial model, Philosophica 70, 2002)
La funzione manifesta del Danteum era quella di ospitare un museo ed una biblioteca, contenente tutte le edizioni disponibili delle opere di Dante e quelle su di lui. 
Terragni sceglie di basare il progetto sulla Divina Commedia, per cui il progetto si pone come obiettivo quello della traduzione, di modelli spaziali astratti in una realizzazione formale.
Il monumento doveva sorgere all'incrocio fra via Cavour e via dell'Impero, proprio nelle vicinanze della Torre dei Conti e, lungo i Fori Imperiali, della Basilica di Massenzio. L'area, dove sarebbe dovuto sorgere il Danteum, era compresa fra questi due monumenti, ed aveva la forma di un quadrilatero irregolare.

### La sequenza compositiva
(Giuseppe Terragni, Relazione, parag. 11)
Il rettangolo aureo (il cui lato maggiore è pari al lato minore della basilica di Massenzio) e scomposto in tre spazi rettangolari a cui si aggiunge una corte chiusa. 
Per cui lo schema planimetrico a croce determina la partizione in uno (la corte aperta) e tre (grandi sale destinate alla rappresentazione delle tre cantiche), a questo schema distributivo planimetrico se ne sovrappone uno altimetrico a tre (le tre sale sono su tre livelli diversi).

## Descrizione dell'edificio (in progetto)

### L'ingresso
L'edificio sarebbe stato preceduto da un muro, disposto parallelamente alla facciata, un muro con un lungo fregio scolpito, che doveva avere funzione di schermo e che delimitava un percorso che avrebbe condotto all'ingresso. 
Il muro doveva essere composto di cento blocchi marmorei uno per ciascun canto della Commedia. Oltrepassato il muro, si entrava nell'edificio attraverso uno stretto corridoio ricavato dalla sfalsamento di due alte pareti anch'esse in marmo.
Questo tipo d'ingresso, commentava Terragni, può anche corrispondere alla giustificazione dantesca «non so ben come v'entrai» [ Inferno - Canto primo, 10].

### La corte e laselva delle cento colonne
Passato il corridoio si arriva alla corte, che costituisce uno dei quattro elementi dello schema a croce; a questo schema planimetrico (1 e 3) si sovrappone uno schema altimetrico. Infatti le tre sale, dedicate a ciascuna delle cantiche, sono disposte in ordine ascendente. 
La corte chiusa definita dall'autore come spazio «volutamente sprecato» si riferisce alla vita di Dante fino al trentacinquesimo anno di età trascorsa in errore e in peccato e quindi «perduta».
Superata la corte il visitatore si sarebbe trovato in una selva di cento colonne, che evidentemente rappresenta la selva dantesca, dove si trova Dante prima di entrare all'Inferno. Nell'intenzione dell'autore questo spazio di grande effetto plastico aveva la funzione di portico d'ingresso alle sale del Danteum.
Da qui infatti il visitatore avrebbe potuto accedere al centro studi (biblioteca) oppure imboccare un corridoio, lungo il quale dovevano essere collocate cinque statue marmoree che rappresentavano dannati in agonia, queste figure sono un preludio a ciò che si trova, salendo alcuni gradini, al di là di questa porta dell'Inferno.

## Immagini correlate

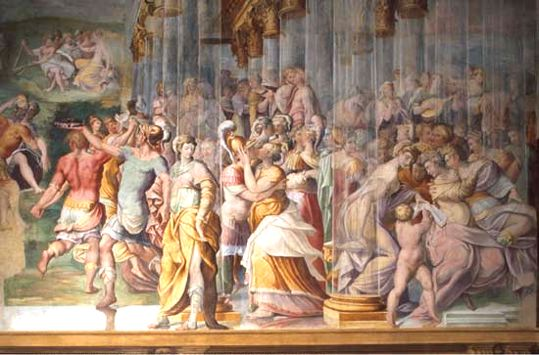
Affreschi del Palazzo del Giardino, Parma

Terragni si era ispirato a questo affresco della Sala del Baccio di Jacopo Zanguidi nel Palazzo del Giardino  per la sala del paradiso che era costituito da colonne di cristallo.